# Coll de la Mata (Odèn)
El Coll de la Mata, o Collada de la Mata, és una collada de 1.761 metres d'altitud del terme municipal d'Odèn, al Solsonès.
Està situat a la part nord-oriental del terme, al sud-est del Montnou i al nord-oest de Canalda, al vessant nord-oriental del Puig Sobirà. Hi discorria un camí de bast de Canalda al Montnou.